# Ommatidiotus acutus
Ommatidiotus acutus är en insektsart som beskrevs av Géza Horváth 1905. Ommatidiotus acutus ingår i släktet Ommatidiotus och familjen Caliscelidae. Inga underarter finns listade i Catalogue of Life.